# فرودگاه شهری بنتن
فرودگاه شهری بنتن (به انگلیسی: Benton Municipal Airport) یک فرودگاه همگانی بهره‌برداری هوایی است که یک باند فرود آسفالت دارد و طول باند آن ۱۲۱۹ متر است. این فرودگاه در کشور ایالات متحده آمریکا قرار دارد و در ارتفاع ۱۳۵ متری از سطح دریا واقع شده‌است.